# Krezka dobrzuszna

Krezka brzuszna u człowieka ulega przekształceniu między innymi w więzadło wątrobowo-dwunastnicze i pozostałą część sieci mniejszej

Krezka dobrzuszna (łac. mesenterium ventrale) – jedna z dwóch krezek narządów jamy brzusznej, znajdująca się dobrzusznie od zaopatrywanych narządów. Występuje ona w rozwoju zarodkowym, gdy otrzewne prawej i lewej strony ciała łączą się ze sobą poniżej pierwotnego jelita. Natomiast dorsalnie od jelita powstaje krezka dogrzbietowa. Tak więc obie krezki tworzą się ze zdwojenia otrzewnej.
Los obu krezek jest całkowicie odmienny. W przeciwieństwie do dobrze rozwiniętej krezki dogrzbietowej krezka dobrzuszna ssaka zachowuje się jedynie tylko na niewielkim odcinku przewodu pokarmowego, mianowicie tam, gdzie rozwija się żołądek i proksymalny fragment dwunastnicy. W obrębie krezki dobrzusznej dwunastnicy z nabłonka tego narządu rozwija się wątroba (dlatego też ma ona pochodzenie endodermalne). Wytworzenie tego narządu ma istotne znaczenie dla anatomii krezki dobrzusznej. Tworzą się z niej bowiem więzadła wątroby. Więzadło sierpowate przebiega między wątrobą i przeponą. Z drugiej strony wątrobę z odpowiednimi narządami łączą więzadło wątrobowo-żołądkowe (sięgające krzywizny mniejszej) i więzadło wątrobowo-dwunastnicze.
Oprócz tego krezka dobrzuszna tworzy także sieć mniejszą. Krezka dobrzuszna żołądka zachowuje się bowiem i ulega przemianom podczas obrotów żołądka. Początkowo bowiem ta część żołądka, która ma stać się krzywizną mniejszą, leży ośrodkowo i brzusznie. Gdy żołądek obraca się, część ta przemieszcza się ku prawej stronie ciała. Wraz z nią przemieszcza się krezka dobrzuszna żołądka, właściwie wraz z żołądkiem wędruje jej obwodowy przyczep, podczas gdy drugi koniec krezki żołądka cały czas wiąże dolną ścianę jamy ciała. Powstaje dzięki temu sieć mniejsza, składająca się z dwóch wyżej wymienionych więzadeł, obejmująca swymi listkami wątrobę.